# Kristijan Belić
Kristijan Belić (Servisch: Кристијан Белић) (Sint-Truiden, 25 maart 2001) is een Servisch-Belgisch voetballer die doorgaans speelt als middenvelder. In januari 2024 verruilde hij FK Partizan voor AZ. Hij is een zoon van voormalig voetbaldoelman Dušan Belić.

## Clubcarrière
Belić werd geboren in Sint-Truiden, waar zijn vader actief was als doelman. Hierna verhuisde hij met zijn familie naar Canada, waar hij bij Serbian White Eagles begon met voetballen. Via OFK Beograd en West Ham United kwam de Serviër in 2019 terecht bij Olympiakos. Hier maakte hij zijn professionele debuut op 8 januari 2020. Op die dag werd in de strijd om de Kupello Elladas met 0–2 gewonnen van Kalamata door doelpunten van Lazar Ranđelović en Lazaros Christodoulopoulos. Belić mocht van coach Pedro Martins tien minuten voor het einde van de reguliere speeltijd invallen voor Yassine Benzia. Tijdens de rest van het seizoen kwam hij niet in actie, net als in de jaargang erna. Medio 2021 keerde de middenvelder transfervrij terug naar Servië, waar hij voor FK Čukarički ging spelen. Een jaar later nam FK Partizan hem over en hij tekende voor vier seizoenen bij die club.
In januari 2024 maakte Belić voor circa vier miljoen euro de overstap naar AZ, waar hij zijn handtekening zette onder een verbintenis voor de duur van vierenhalf jaar. Hij nam het rugnummer 14 over van de vertrokken Djordje Mihailovic.

## Clubstatistieken
| Seizoen | Club         | Competitie   | Competitie | Competitie | Beker | Beker | Internationaal | Internationaal | Totaal | Totaal |
| Seizoen | Club         | Competitie   | Wed.       | Dlp.       | Wed.  | Dlp.  | Wed.           | Dlp.           | Wed.   | Dlp.   |
| ------- | ------------ | ------------ | ---------- | ---------- | ----- | ----- | -------------- | -------------- | ------ | ------ |
| 2019/20 | Olympiakos   | Super League | 0          | 0          | 1     | 0     | 0              | 0              | 1      | 0      |
| 2020/21 | Olympiakos   | Super League | 0          | 0          | 0     | 0     | 0              | 0              | 0      | 0      |
| 2021/22 | FK Čukarički | Superliga    | 13         | 0          | 0     | 0     | —              | —              | 13     | 0      |
| 2022/23 | FK Partizan  | Superliga    | 22         | 1          | 1     | 0     | 9              | 0              | 32     | 1      |
| 2023/24 | FK Partizan  | Superliga    | 18         | 2          | 2     | 0     | 3              | 0              | 23     | 2      |
| 2023/24 | AZ           | Eredivisie   | 14         | 0          | 1     | 0     | —              | —              | 15     | 0      |
| Totaal  | Totaal       | Totaal       | 67         | 3          | 5     | 0     | 12             | 0              | 84     | 3      |

Bijgewerkt op 5 augustus 2024.